# Fiodor Charitonow
Fiodor Pietrowicz Charitonow (ros. Фёдор Петрович Харитонов , ur. 1907 w guberni riazańskiej, zm. 9 stycznia 1991 w Moskwie) – funkcjonariusz radzieckich organów bezpieczeństwa, generał porucznik, ludowy komisarz spraw wewnętrznych Kazachskiej SRR (1941) i Turkmeńskiej SRR (1943–1946).

## Życiorys
Do 1919 ukończył 4 klasy szkoły wiejskiej, po czym pracował w gospodarstwie ojca, od 1926 pracował w fabryce. Od marca 1928 do września 1929 przewodniczący kołchozu we Frołowie, następnie służył w marynarce wojennej ZSRR, w latach 1931-1933 jako politruk. Następnie w organach bezpieczeństwa, od grudnia 1933 do września 1935 pracownik Wydziału Specjalnego (OO) OGPU Sił Morskich Bałtyku, później słuchacz Centralnej Szkoły OGPU/NKWD. 20 czerwca 1936 mianowany sierżantem bezpieczeństwa państwowego. Od 1 września 1937 w Tajnym Wydziale Politycznym Głównego Zarządu Bezpieczeństwa Państwowego, 1939-1940 zastępca szefa Oddziału 4 Wydziału 2 Głównego Zarządu Bezpieczeństwa Państwowego, od 4 kwietnia 1939 porucznik. Od marca 1940 zastępca ludowego komisarza, a od 26 lutego do 31 lipca 1941 ludowy komisarz spraw wewnętrznych Kazachskiej SRR, 22 października 1940 mianowany majorem. Od 6 sierpnia 1941 do 7 maja 1943 ponownie zastępca ludowego komisarza spraw wewnętrznych Kazachskiej SRR, od 7 maja 1943 do 21 października 1946 ludowy komisarz/minister spraw wewnętrznych Turkmeńskiej SRR. Od 14 lutego 1943 pułkownik, od 15 stycznia 1944 komisarz bezpieczeństwa państwowego, od 2 lipca 1945 komisarz bezpieczeństwa państwowego 3 rangi, a od 9 lipca 1945 generał porucznik. W 1946 zaocznie ukończył Wszechzwiązkowy Instytut Prawniczy (bez dyplomu), od 21 października 1946 do marca 1953 szef Głównego Zarządu Specjalnego MSW ZSRR, od kwietnia do lipca 1953 szef Głównego Zarządu Przemysłu Złoto-Platynowego ZSRR, od 16 lipca 1953 do 17 marca 1954 szef 4 Zarządu MSW ZSRR, równocześnie od 15 lipca 1953 do 13 marca 1954 członek Kolegium MSW ZSRR. Od 17 marca 1954 do 23 lutego 1957 szef 4 Zarządu KGB, równocześnie członek Kolegium KGB od momentu jego utworzenia 13 marca 1954 do 16 lutego 1957. Od 23 lutego do maja 1957 starszy doradca KGB przy MBP ChRL, od maja 1957 do stycznia 1960 starszy doradca KGB przy Securitate w Rumunii. Od maja 1960 na emeryturze.

## Odznaczenia
- Order Lenina (dwukrotnie - 26 kwietnia 1940 i 5 listopada 1954)
- Order Czerwonego Sztandaru (30 stycznia 1951)
- Order Czerwonej Gwiazdy (dwukrotnie - 20 września 1943 i 3 listopada 1944)
- Odznaka "Zasłużony Funkcjonariusz NKWD" (4 lutego 1942)
- Odznaka "Honorowy Funkcjonariusz Bezpieczeństwa" (23 grudnia 1957)

I medale.